# Premio Tiepolo

El Premio Tiepolo, instituido en 1996 por la Cámara de Comercio e Industria Italiana para España, es un galardón otorgado anualmente a una personalidad italiana y una española que se han distinguido particularmente por su labor de integración y desarrollo de las relaciones económico-comerciales entre Italia y España. Es entregado por un jurado experto compuesto por periodistas españoles y corresponsales en España de los principales medios de comunicación italianos. 

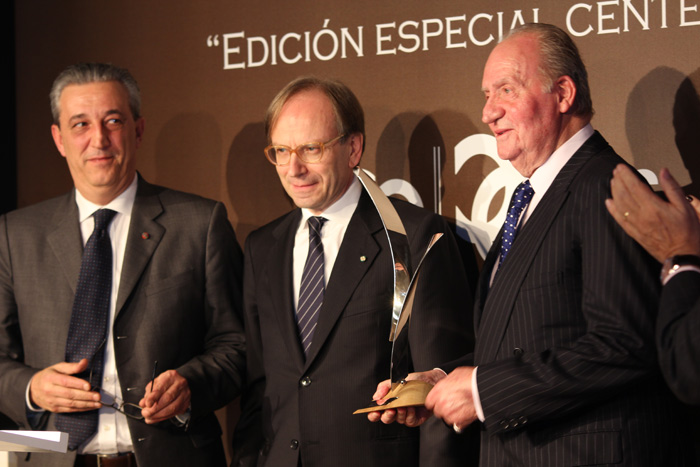
Entrega del Premio Tiepolo a S.M. el Rey Juan Carlos el 16 de diciembre de 2014 en la sede de la Embajada de Italia en Madrid.

El nombre del galardón viene del pintor italiano, que pasó buena parte de su vida en Madrid, donde hizo varios frescos para el Palacio Real, y murió en 1770.
La primera edición del Premio Tiepolo se celebró en 1996, en la sede de la Embajada de Italia de Madrid. En esa ocasión los galardonados fueron Cesare Romiti, presidente del Grupo Fiat e Isidoro Álvarez, presidente de El Corte Inglés.

## Entrega del Premio Tiepolo
La ceremonia de entrega del Premio Tiepolo es organizada por la Cámara de Comercio e Industria Italiana para España , con sede en Madrid. Desde el año 2000 hasta 2015 la por la Cámara Oficial de Comercio e Industria de Madrid  fue co-organizadora del Premio. A partir de 2016, la Confederación Española de Organizaciones Empresariales (CEOE) ha reemplazado a la Cámara de Madrid en este papel de co-organizador.
Desde la primera edición de 1996 hasta la vigésima, celebrada en 2016, y nuevamente en la edición de 2019, el acto de entrega ha tenido lugar en las elegantes salas de la Embajada de Italia en Madrid, un marco de gran prestigio y distinción, con la notable presencia de numerosos huéspedes destacados del mundo de las empresas, de las finanzas, de la política, de la sociedad y cultura de Italia y España.
En el bienio 2017-18 el acto de entrega del Premio Tiepolo se celebró en el ámbito del Foro de Diálogo España- Italia, que reúne casi cada año a personalidades relevantes de la política, del empresariado y la sociedad civil de ambos países, con el objetivo de guiar y fortalecer la colaboración entre ambos países. Con motivo del XV Foro de Diálogo España-Italia, que tuvo lugar en Roma del 1 al 3 de octubre de 2017, por primera vez en más de dos décadas el Tiepolo traspasó las fronteras ibéricas para celebrarse en Villa Madama, sede institucional del Ministerio de Asuntos Exteriores de la República Italiana, contando con la presencia de altos cargos del mundo político e institucional de ambos países.  En 2018, siguiendo la alternancia de sede del Foro de Diálogo entre los dos países, la ceremonia de entrega volvió a celebrarse en Madrid, en el Palacio de Santoña, sede institucional de la Cámara de Comercio de Madrid. 
En anteriores ediciones el Premio Tiepolo ha sido concedido al siguiente elenco de personalidades italianas y españolas: 

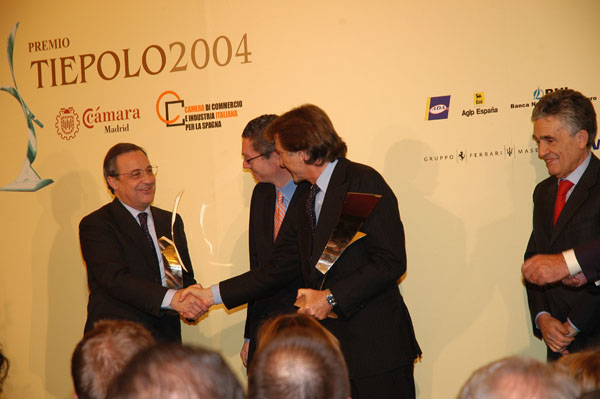
Entrega IX Premio Tiepolo

## Premiados ediciones anteriores
- 1996 - Cesare Romiti, Presidente del Grupo Fiat - Isidoro Álvarez, Presidente del Corte Inglés
- 1997 - Giorgio Fossa, Presidente de Confindustria - José María Cuevas, Presidente de la CEOE
- 1998 - Antonio Fazio,  Gobernador del Banco de Italia - Luis Ángel Rojo, Gobernador del Banco de España
- 1999 - Giovanni Agnelli, Presidente de honor del Grupo Fiat - José Ángel Sánchez Asiaín, Presidente de la Fundación BBV
- 2000 - Luciano Benetton, Presidente del Grupo Benetton - Luis Alberto Salazar Simpson, Presidente de Amena
- 2001 - Marco Tronchetti Provera, Presidente del Grupo Pirelli - Rodolfo Martín Villa, Presidente de Endesa España
- 2002 - Pier Luigi Fabrizi, Presidente del Monte dei Paschi di Siena - Gabriele Burgio, Presidente de NH Hoteles - José Vilarasau Salat, Presidente de La Caixa
- 2003 - Vittorio Mincato, Consejero Delegado del Grupo ENI - Alfonso Cortina, Presidente de Repsol YPF
- 2004 - Luca Cordero di Montezemolo, Presidente de Ferrari - Florentino Pérez, Presidente del Real Madrid Club de Fútbol
- 2005 - Mario Monti, Presidente de la Universidad Bocconi de Milán - Rodrigo Rato, Director Gerente del Fondo Monetario Internacional
- 2006 - Francesco Morelli, Presidente del Istituto Europeo di Design - Jesús Salazar Bello, Presidente del Grupo SOS
- 2007 - Antoine Bernheim, Presidente de Generali - José Manuel Martínez, Presidente de Mapfre
- 2008 - Paolo Vasile, Consejero Delegado de Gestevisiòn Telecinco - José Manuel Lara Bosch, Presidente del Grupo Planeta
- 2009 - Fulvio Conti, Director General de Enel - César Alierta Izuel, Presidente Ejecutivo de Telefónica S.A.
- 2010 - Massimo Moratti, Presidente del F.C. Internazionale di Milano - Enrique Cerezo, Presidente del Club Atlético de Madrid S.A.D.
- 2011 - Gilberto Benetton, Presidente de Autogill -  Antonio Vázquez, Presidente de Iberia
- 2012 - Alberto Bombassei, Presidente de Brembo -  Borja Prado, Presidente de Endesa.
- 2013 - Pietro Salini, Presidente di Salini Impregilo - Juan Miguel Villar Mir, Presidente de OHL.
- 2014 - S.M. el Rey Don Juan Carlos (Edición Especial Centenario Cámara de Comercio e Industria Italiana para España)
- 2015 - Alfredo Altavilla, COO EMEA Grupo FCA - Juan Rosell, Presidente de CEOE
- 2016 - Francesco Monti, Presidente de Esprinet -  Francisco Reynés, Vicepresidente y Consejero Delegado de Abertis y presidente de Cellnex Telecom
- 2017 - Urbano Cairo, Presidente y Consejero Delegado de RCS MEdiaGroup - Antonio Huertas, Presidente de Mapfre
- 2018 - Luigi Lana, Presidente de Reale Group - Antonio Hernández Callejas, Presidente de Ebro Foods
- 2019 - Marco Alverà, Presidente de Snam - Antonio Llardén, Presidente de Enagás
- 2021 - José Manuel Entrecanales, Presidente ejecutivo de Acciona - Francesco Starace, Consejero delegado y Director general de Enel
- 2022 - José Bogas Gálvez, consejero delegado de Endesa - Luigi Ferraris, consejero delegado de Ferrovie dello Stato Italiane
- 2023 - Alejandra Kindelán, presidenta de la Asociación Española de Banca - Gian Maria Gros-Pietro, presidente de Intesa Sanpaolo
- 2024 - Andrés Arizkorreta, presidente de CAF (Construcciones y Auxiliar de Ferrocarriles) - Andrea Sironi, presidente de Assicurazioni Generali

- Datos: Q3910689